# Каркас голий
Каркас голий, кучук-агач (Celtis glabrata) — вид квіткових рослин родини коноплевих (Cannabaceae).

## Біоморфологічна характеристика
Це кущ 2–4 метри заввишки. Листки шкірясті, яйцеподібні чи ромбічно-гострі, на краю дрібно нерівно зубчасто-пилчасті, з обох боків жовтувато-зелені, голі, 4–6 × 4 см; листкова ніжка < 10 мм, товста.

## Поширення
Росте на півдні Європи (Україна [Крим], пн.-сх. Греція) й на заході Азії (Вірменія, Азербайджан, Грузія, Туреччина, пн.-зх. Іран, пн. Ірак, зх. Сирія).
В Україні вид росте на сухих схилах, скелях, осипах — у Криму, на заході (від Тарханкутського півострова до Балаклави), і на ПБК (від Балаклави до Карадагу).